# Víctor Modesto Villavicencio
Victor Modesto Villavicencio del Valle (Jauja, 6 de junio de 1900 - Lima, 28 de abril de 1968) fue un jurista y escritor peruano. Hijo de Doña Hermecinda Del Valle Vivanco y su padre Victor Lucio Villavicencio De la Portilla, inmigrante ibérico en Lima proveniente de una aristocrática familia de la nobleza española "Los Marquezes De Villavicencio" salieron de su Castilla natal hacia Las Américas para quedarse definitivamente en el Perú. Algunos miembros del Marquezado llegaron a Colombia donde incluso fundaron una ciudad con su noble Apellido. El Adolescente Victor Modesto tuvo que aprender desde muy joven la dureza que significó el Abondono paterno de su hogar, lo que le impulsó a un deseo muy grande de triunfar en la vida buscando la reafirmación en sí mismo que podía sostener el hogar de su Madre y sus cuatro hermanas, e imaginando un destino lleno de aprobaciones humanas en su profesión y una Bonanza económica como pocas veces se ha visto en un Jurista. Logró esto y mucho más. Estuvo casado en primeras nupcias con Doña Emelina Pinto Osandón; una distinguida Dama de la Alta sociedad Chilena, hija de un Héroe y expresidente de la República de ese país. Tuvo cinco hijas en este primer matrimonio, con el cual quedaría viudo. Se dice que tuvo hijos en paralelo con la que sería su segunda esposa Doña Constanza Ubillus Prado.
Estudió en el Colegio San José de Jauja, de donde egresó en 1918.Hizo estudios de Derecho en la Universidad de San Marcos de Lima graduándose como Abogado Penalista con la tesis La Reforma Penitenciaria del Perú, publicada en la Revista Universitaria de la misma universidad.Interesado por la Criminalística siguió cursos adicionales y posgrados en Medicina legal y Psiquiatría. Asumió la Dirección de la Escuela Penitenciaria de Vigilantes,(llamaban así a los policías penitenciarios en aquella época) fundándola a su iniciativa y asumiendo la dirección de las Escuelas para reos del Frontón y de la Penitenciaría General del Perú. Incorporado a la Docencia en la Escuela Nacional de Policía inició el curso de Sociología Criminal Peruana, dictó además Psicopatología, Derecho Penal y Penología.
Escritor, catedrático, historiador y ensayista, fue también autor de novelas y poesías. Erudito de la Jurisprudencia a nivel Mundial, dictó conferencias en diversos países de América y Europa, sobre Derecho Procesal Penal, Psicología del Homicida, Historia de la Criminología, Pena de Muerte, y muchos temas más relacionados con su Profesión. Ocupó el alto cargo de ser el Asesor jurídico del presidente Prado y fue el Abogado de la Defensa de los Casos más sonados, polémicos y relevantes en el siglo veinte. En su Juventud quiso ser Actor y viaja a Hollywood; vislumbrando rápidamente que lo suyo no era ir por ese camino, sino más bien por el de la Defensa hacia los que se equivocan, utilizando intuitiva e inconscientemente el Arte Interpretativo y una exquisita Oratoria en sus brillantes juicios. Uno sus nietos menores el Prestigioso Actor Victor Ángeles Villavicencio heredero de la Inteligencia y talento del aclamado jurista; es el que se forja una sólida carrera en la Actuación. Escritor y Poeta el Doctor Villavicencio nos dejó un legado de obras donde demuestra su profundo conocimiento sobre el ser humano.

## Obras
- La Reforma Penitenciaria en el Perú ,1927.
- Algunos aspectos de nuestra sociología,1930.
- El espíritu de mi generación ,1940.
- Sánchez Carrión, ministro general de Bolívar ,1955.
- Héroes y próceres ,1958.
- Vidas frustradas, novela,1946.
- La presencia de Jauja,1955.
- Amor y soledad ,1956.
- Ventanas del Alma , poesías, 1961.
- ""Derecho Procesal Penal"
- ""Derecho Penal en el Imperio Incaico
- ""Pena de Muerte"